# One of Your Girls
One of Your Girls è un singolo del cantante australiano Troye Sivan, pubblicato il 13 ottobre 2023 come terzo estratto dal terzo album in studio Something to Give Each Other.

## Descrizione
Il brano è stato scritto dallo stesso Troye Sivan insieme a Brett "Leland" McLaughlin e Oscar Görres.
Il brano racconta di esperienze sessuali che lo stesso Sivan ha avuto con uomini eterosessuali che "volevano sperimentare ed esplorare la propria sessualità".

## Video musicale
Il video musicale, diretto da Gordon von Steiner, è stato reso disponibile sul canale YouTube del cantante in contemporanea con la pubblicazione del singolo. Il video inizia in bianco e nero con Sivan che canta guardando in camera. All'inizio del primo ritornello ritornano i colori e Sivan appare in drag danzando in lingerie. Nel video il cantante e attore Ross Lynch effettua un cameo e riceve una lap dance dallo stesso Sivan in drag.

## Tracce
1. One of Your Girls – 3:01

## Classifiche

### Classifiche settimanali
| Classifica (2023) | Posizione massima |
| ----------------- | ----------------- |
| Australia         | 24                |
| Canada            | 42                |
| Finlandia         | 38                |
| Irlanda           | 9                 |
| Islanda           | 18                |
| Lituania          | 20                |
| Norvegia          | 13                |
| Nuova Zelanda     | 17                |
| Paesi Bassi       | 45                |
| Portogallo        | 92                |
| Regno Unito       | 11                |
| Stati Uniti       | 79                |
| Svezia            | 26                |
| Svizzera          | 65                |

### Classifiche di fine anno
| Classifica (2024) | Posizione |
| ----------------- | --------- |
| Estonia           | 60        |